# Abdussattar Shaikh
Pour les articles homonymes, voir Shaikh.
Abdussattar Shaikh (عبد الستار شيخ) est un informateur du FBI qui a été surnommé par le Comité parlementaire du Renseignement sur les attentats du 11 septembre 2001 « La meilleure chance du FBI de découvrir le complot du 11 septembre avant qu'il ne se produise » (The FBI's Best Chance to Uncover September 11th Before it Happened).

## Biographie
Au cours de l'année 2000, deux des pirates de l'air, Nawaf al-Hazmi et Khalid al-Mihdhar ont emménagé avec Abdussattar. Cependant, il n'a fourni aucune information sur eux à son contact au FBI, Steven Butler ; Butler affirme que les noms Nawaf et Khalid ont seulement été mentionnés au détour d'une conversation comme deux étudiants qui lui avaient loué des chambres, et qu'une autre fois Abdussattar a coupé un appel téléphonique un court instant après avoir dit « Khalid est dans la chambre ».
Butler a plus tard demandé à Shaikh leurs noms de famille, mais ils ne lui ont pas été donnés. Ils ne lui avaient pas dit qu'ils suivaient des cours de pilotage, ni d'autres détails dont Abdussattar était probablement au courant et dont la connaissance auraient pu aider à prévenir les attaques du 11 septembre. Shaikh déclara que les étudiants étaient apolitiques et qu'ils n'avaient rien fait pouvant éveiller des soupçons.
« Ils étaient sympathiques, mais n'étaient pas ce que l'on pouvait appeler des gens extravertis » a déclaré Shaikh au San Diego Union-Tribune après les attaques. Il a encore dit aux journalistes qu'il s'était porté garant pour Alhazmi afin de l'aider à ouvrir un compte en banque et à passer une petite annonce personnelle sur internet. « Il m'a dit qu'il voulait se marier avec une Mexicaine », dit Shaikh au Los Angeles Times. « Le problème était qu'il ne connaissait pas l'espagnol. Aussi je lui ai enseigné quelques expressions espagnoles. »
Le rapport final de la Commission nationale sur les attaques terroristes contre les États-Unis a découvert plus tard que le compte en banque avait été ouvert avec 9 900 $.
Le FBI avait émis des doutes envers ses déclarations selon lesquelles il était un professeur d'anglais à la retraite de l'État de San Diego et vice-président des projets internationaux à l'Université américaine du Commonwealth.
Pourtant il s'avéra que l'État de Californie n'avait aucun papier le concernant, et l'Université Américaine du Commonwealth était une officine qui envoyait des millions de pourriels pour vendre un diplôme bidon.
La nature exacte de la relation entretenue par Abdussattar avec les « étudiants » demeure inconnue, bien que par la suite son attitude envers les médias et les enquêteurs a renforcé l'idée qu'il était simplement un informateur incompétent et peu fiable du FBI, et non un complice très discret des deux pirates.

## Source
- (en) Cet article est partiellement ou en totalité issu de l’article de Wikipédia en anglais intitulé « Abdussattar Shaikh » (voir la liste des auteurs).